# Bruant de Bell
Artemisiospiza belli
Espèce
Statut de conservation UICN

 LC  : Préoccupation mineure
Le Bruant de Bell (Artemisiospiza belli, anciennement Amphispiza belli) est une espèce de passereaux appartenant à la famille des Passerellidae. L'épithète de son nom scientifique (belli) fait référence à un taxidermiste américain, John Graham Bell, compagnon de voyage de John James Audubon.

## Description morphologique
Cet oiseau de 13 à 15 cm a le dessus du corps gris-beige, le ventre beige très clair, presque blanc, et une petite tache noire au milieu de la poitrine. Le tour des yeux est blanc, de même qu'une barre formant des « sourcils ». La tête et les joues sont grises, la gorge beige très clair, mais des barres noires forment des sortes de « moustaches » tombant du menton à la base des ailes. Le dos et les ailes sont plus ou moins striés de noir ; les ailes ont généralement, sur la partie externe, une teinte plus chamois que gris-beige.

## Comportement

### Locomotion
Il se déplace au sol par sautillements, en agitant verticalement la queue.

### Vocalisations
D'ordinaire très discret, cet oiseau se manifeste au printemps, lors du début de la saison de nidification, car le mâle se perche sur un arbre ou un arbuste pour chanter et délimiter ainsi son territoire. Le chant est court, constitué d'une phase ascendante puis descendante. L'appel est un tik-tik assez discret.

## Répartition et habitat
Il vit dans le maquis (chaparral), les zones à Artemisia tridentata et les collines arides de l'ouest de l'Amérique du Nord, de l'État de Washington au Mexique.

## Systématique
Les travaux de Cicero & Koo (2012), parmi d'autres, amènent le Congrès ornithologique international, dans sa classification de référence (version 3.4, 2013) à élever la sous-espèce Artemisiospiza belli nevadensis (Ridgway, 1874) au rang d'espèce.

### Sous-espèces
D'après le Congrès ornithologique international, cette espèce est constituée des quatre sous-espèces suivantes (ordre phylogénique) :
- Artemisiospiza belli canescens (Grinnell, 1905) ;
- Artemisiospiza belli belli (Cassin, 1850) ;
- Artemisiospiza belli clementeae (Ridgway, 1898) ;
- Artemisiospiza belli cinerea (C. H. Townsend, 1890).